# Neafrapus
Neafrapus – rodzaj ptaków z podrodziny jerzyków (Apodinae) w rodzinie jerzykowatych (Apodidae).

## Zasięg występowania
Rodzaj obejmuje gatunki występujące w Afryce Subsaharyjskiej.

## Morfologia
Długość ciała 10–15 cm; masa ciała 14,5–39,5 g.

## Systematyka

### Etymologia
Neafrapus (Notafrapus): gr. νεος neos „nowy”; łac. Afra „afrykański”; rodzaj Apus Scopoli, 1777 (jerzyk).

### Podział systematyczny
Do rodzaju należą następujące gatunki:
- Neafrapus cassini (P.L. Sclater, 1863) – kolcosternik kreskowany
- Neafrapus boehmi (Schalow, 1882) – kolcosternik kusy